# ドルトン・プラン
ドルトン・プラン (the Dalton Plan) またはダルトン・プランは、1920年代にアメリカのマサチューセッツ州のドルトンの小学校においてヘレン・パーカーストにより指導・実施された教育指導法である。パーカースト自身は、当初、ドルトン実験室案 (Dalton laboratory Plan) と呼んだ。

## 概要
ドルトン・プランを主体にした学校は世界各地に作られており、最も有名なものはパーカースト自身が創立したニューヨークのプレップ・スクールであるドルトン・スクール（別名 Children's University 子ども大学、児童大学）である。
ドルトン・プランは彼女が教師としての最初の赴任校で1人で40人の生徒を指導する体験をしたことがきっかけとなり、その後学んだマリア・モンテッソーリの自発性、自主性を重んじる着想（モンテッソーリ教育）やジョン・デューイの問題解決学習などの長所を取り入れて練られたものである。クラスの人数が多くとも児童一人一人の能力を伸ばす目的で考案された。中心になるのは自由と協同という考えである。

## 自由
生徒は、教師と自分の立てた学習計画を元に一種の契約をする。1ヵ月間にどの科目をどこまで学習を進めるかという契約で、コントラクト (Contract) と呼ぶ。国語、算数、理科、社会それぞれの教科ごとに箱に分けられ、学習問題に対する答えや教師への質問を記入するカードが用意されている。生徒は毎日、学習の進行に合わせて、自分で該当するカードを取り出して自習する。教師に提出して合格するとポイントがもらえる。ポイントはクレジット (Credit) と呼ばれ、教室の後ろの壁に貼ってある学習進度表 (Room Graph) の自分の升目をポイントごとに指定された色で塗りつぶしていく。教師はそれを見て、だれが順調に学習を進めているかすぐに見て判断できる。学習は個別化され、それぞれの能力や資質に応じてデザインすることができる。現在では多くの国々の初等教育でアレンジされながら普及している。
教師どうしが学習内容について関連性を持たせるための計画会議を開いたり、各生徒を次の段階の学習計画へ進ませるために関連するおもしろそうなテーマをちりばめる方法を模索している。そのために、各生徒の関心がどのように発展していくのかを観察し、見守っていく必要も指摘されている。

## 協同
週一回、クラスで会議が行われ、クラス全員が興味を持てるような話題を選ぶために議論・討議をすることで協調性を身に着ける。

## 日本におけるドルトン・プラン
日本では1922年、大正自由教育運動の末期にまず成城小学校に導入された。「成城ダルトン・プラン」の恩恵を受けた者には神谷美恵子などがいる。しかし昭和に入り、ドルトン・プランは教師の手抜きであり、生徒の学力低下を招き進学に不利である等の批判からドルトン・プランは日本の教育の表舞台から排除されてしまった。
1928年、永野修身が海軍兵学校長に就任した際、自学自習を骨子とするダルトン式教育が海軍兵学校において採用されていたが、永野が軍令部次長に転じた後に消滅してしまった。ドルトン・プランが消滅してしまった大きな原因は、海軍兵学校の時間割の関係から必修科目が多く、生徒たちが自由に議論したり、勉強をする為に必要な自由時間が不足していたことが理由だといわれている。また、海軍兵学校は大学のように生徒が自由闊達に自主探求・自主創造を通じ新しい仕組みや原理を発明したり、幅広い意味で、国家の各方面で活躍する人材を育てる為の教育機関ではなく、あくまで軍隊という組織を動かすための駒を育てることが大きな使命であり、軍隊という小さな世界の人材を育てる為の教育には向かなかったという意見もある。55期（吉田俊雄によれば58期から60期）を中心とする永野の教え子達からは、永野校長時代の兵学校の校風を絶賛する声が大きい一方、他律的な型嵌め教育を受けていないために任官後他の期の士官からは上官に対する意見（提案）が多く「理屈っぽく、意見が多い」と評判が悪かったという。
第二次大戦中に兵学校長を務めた井上成美は「一人前の海軍士官を育てるのが兵学校最大の任務で、ある程度型嵌め教育は必要」との立場から永野のドルトン式教育を批判し、永野が井上校長時代の兵学校を訪れた際に「生徒の前で永野に持論を述べられると困る」との思惑から生徒向けの訓話を行わせなかったという。
但し、ドルトン教育を受けた者の中には新たな爆撃術の研究開発を行った関衛など数々の有能な人材を輩出している。また、太平洋戦争での惨敗の反省から当時の海軍の教育政策の問題と組織体質が問題視されており、現場の指揮官や若い士官が提案をしても退けられてしまい、年功序列・権威主義が優先され、組織としての柔軟さが欠けていたといい、敗因にも影響しているのではないかと述べられている他、アメリカ軍に比べ日本軍の戦術・戦法は教科書通りの戦法を繰り返すだけで、アメリカ軍に簡単に戦術・戦法を見透かされていたことなどから、永野が実施したドルトン・プランによって各人の創造性や専門性を開花させ、新しい戦術・戦法を生み出そうとした柔軟な発想の教育改革は海軍兵学校の歴史の中でも驚異的な革新性であり珍しい事例だという意見もある。
1970年に河合塾が幼児や児童を対象にした知能開発教室「英才教育研究所」を設立、1976年にはニューヨークのドルトンスクールと提携し、教室名も河合塾学園ドルトンスクールと改名した。1982年には2歳児、1991年には1歳児を対象にした幼児英才教育を行っている。85年前のドルトン・プランが子どもを主人公とする教育改革を謳う新教育運動であったのに比べて、2007年現在のドルトン・プランは早期英才教育の色が濃い。
2019年、河合塾によりドルトン・プラン教育を行う中高一貫校ドルトン東京学園中等部・高等部が東京都調布市に開校した。